# Passano Award
Der Passano Award ist ein Wissenschaftspreis, den die Passano-Stiftung seit 1945 für medizinische Forschung in den Vereinigten Staaten vergibt. Viele Empfänger des Passano Award erhielten später auch den Nobelpreis.
Der Preis ist nach Edward Boetler Passano benannt. Zwischen 1975 und 1992 vergab die Stiftung zusätzlich auch einen Preis für klinische Forscher (Young Scientist Award), seit 1994 vergibt sie einen Preis für Nachwuchsforscher (Passano Physician Scientists).

## Preisträger

### Passano Laureates
- 1945 Edwin J. Cohn
- 1946 Ernest W. Goodpasture
- 1947 Selman Abraham Waksman (1952 Nobelpreis für Medizin)
- 1948 Alfred Blalock, Helen Brooke Taussig
- 1949 Oswald Avery
- 1950 Edward Calvin Kendall (1950 Nobelpreis für Medizin), Philip Showalter Hench (1950 Nobelpreis für Medizin)
- 1951 Philip Levine, Alexander Solomon Wiener
- 1952 Herbert M. Evans
- 1953 John Franklin Enders (1954 Nobelpreis für Medizin)
- 1954 Homer Smith
- 1955 Vincent du Vigneaud (1955 Nobelpreis für Chemie)
- 1956 George Nicolas Papanicolaou
- 1957 William M. Clark
- 1958 George W. Corner
- 1959 Stanhope Bayne-Jones
- 1960 René Dubos
- 1961 Owen H. Wangensteen
- 1962 Albert Hewett Coons
- 1963 Horace W. Magoun
- 1964 Keith R. Porter, George Emil Palade (1974 Nobelpreis für Medizin)
- 1965 Charles Brenton Huggins (1966 Nobelpreis für Medizin)
- 1966 John T. Edsall
- 1967 Irvine Page
- 1968 John E. Howard
- 1969 George Herbert Hitchings (1988 Nobelpreis für Medizin)
- 1970 Paul Zamecnik
- 1971 Stephen W. Kuffler
- 1972 Kimishige Ishizaka, Teruko Ishizaka
- 1973 Roger Sperry (1981 Nobelpreis für Medizin)
- 1974 Seymour S. Cohen, Baruch Samuel Blumberg (1976 Nobelpreis für Medizin)
- 1975 Henry G. Kunkel
- 1976 Roger Charles Louis Guillemin (1977 Nobelpreis für Medizin)
- 1977 Curt P. Richter
- 1978 Michael Stuart Brown (1985 Nobelpreis für Medizin), Joseph L. Goldstein (1985 Nobelpreis für Medizin)
- 1979 Donald F. Steiner
- 1980 Seymour S. Kety
- 1981 Hugh McDevitt
- 1982 Roscoe O. Brady, Elizabeth F. Neufeld
- 1983 John Michael Bishop (1989 Nobelpreis für Medizin), Harold Elliot Varmus (1989 Nobelpreis für Medizin)
- 1984 Peter C. Nowell
- 1985 Howard Green
- 1986 Albert Lester Lehninger, Eugene Kennedy
- 1987 Irwin Fridovich
- 1988 Edwin Gerhard Krebs (1992 Nobelpreis für Medizin), Edmond Henri Fischer (1992 Nobelpreis für Medizin)
- 1989 Victor Almon McKusick
- 1990 Alfred Goodman Gilman (1994 Nobelpreis für Medizin)
- 1991 William S. Sly, Stuart Kornfeld
- 1992 Charles Yanofsky
- 1993 Jack L. Strominger, Don Craig Wiley
- 1994 Bert Vogelstein
- 1995 Robert G. Roeder, Robert Tjian
- 1996 Leland H. Hartwell (2001 Nobelpreis für Medizin)
- 1997 James E. Darnell, Jr.
- 1998 H. Robert Horvitz (2002 Nobelpreis für Medizin)
- 1999 Elizabeth Blackburn (2009 Nobelpreis für Medizin), Carol W. Greider (2009 Nobelpreis für Medizin)
- 2000 Giuseppe Attardi, Douglas C. Wallace
- 2001 Seymour Benzer
- 2002 Alexander Rich
- 2003 Andrew Z. Fire (2006 Nobelpreis für Medizin)
- 2005 Jeffrey M. Friedman
- 2006 Napoleone Ferrara
- 2007 Joan Massagué Solé
- 2008 Thomas Südhof (2013 Nobelpreis für Medizin)
- 2009 Irving L. Weissman
- 2010 David Julius (2021 Nobelpreis für Medizin)
- 2011 Elaine Fuchs
- 2012 Eric N. Olson
- 2013 Rudolf Jaenisch
- 2014 Jeffrey I. Gordon
- 2015 James P. Allison (2018 Nobelpreis für Medizin)
- 2016 Jonathan C. Cohen, Helen Hobbs
- 2017 Yuan Chang, Patrick S. Moore
- 2018 Carl H. June, Michel Sadelain
- 2019 A. James Hudspeth, Robert Fettiplace
- 2020 David Eisenberg
- 2021 Alfred Goldberg
- 2022 Duojia Pan
- 2023 Se-Jin Lee
- 2024 K. Christopher Garcia
- 2025 Craig M. Crews, Raymond J. Deshaies

### Passano Physician Scientists
- 1994 Jeffrey Balser, Rajiv Ratan
- 1995 Lora Hedrick, Nathen E. Crone
- 1996 Atul Bedi, Ursula Wesselmann, Tzyy-Choou Wu
- 1997 Henry T. Lau, Ellen S. Pizer
- 1998 Patrice Becker, Thomas L. Pallone, Rudra Rai
- 1999 Jeffery D Hasday, Carlos A. Pardo-Villamizar
- 2000 Nancy E. Braverman, Kathryn Rae Wagner
- 2001 Michael Polydefkis, Cornelia Liu Trimble
- 2002 Andrew P. Lane, Louise D. McCullough, Eric J. Rashba
- 2003 Francesco Saverio Celi, Joseph Mark Savitt, Tao Wang
- 2005 Bradley J. Goldstein, David J. Kouba, Wells Messersmith, Jennifer L. Payne, Sangeeta D. Sule
- 2006 Frances L. Johnson, Brett Morrison, Alfredo Quiñones-Hinojosa
- 2007 Rachel Damico, Andrew Mammen, Susanna Scafidi
- 2008 Thomas E. Lloyd, Edward Schaefer, Wilbur H. Chen
- 2009 Mahendra Damarla, Jason Farrar, Ikwunga Wonodi
- 2010 Marlis Gonzalez-Fernandez, Nilofer Azad, Afshin Parsa
- 2011 Gloria Reeves, Adam Hartman, Aravindan Kalandaivilu
- 2012 Irina Burd, Jonathon M. Gerber, Kevin N. Sheth
- 2013 Jennifer Mammen, Janis Taube, Graeme Woodworth
- 2014 Janet L. Crane, Gabriel Ghiaur, Mohammad Sajadi
- 2015 Channing Paller, Simon Best, David J. Riedel
- 2016 Kaisorn Chaichana, Nancy Li Schoenborn, Andrea Berry
- 2017 Ryan Felling, Mark Travassos
- 2018 Laura Christine Capelli, Cheng-Ying Ho
- 2019 Rekha R. Rapaka, Cesar Santa-Maria
- 2020 Rajarsi Mandal, Heather Ames
- 2021 Mark Yarchoan, DeAnna Friedman-Klabanoff
- 2022 Bipasha Mukherjee-Clavin, Meagan E. Deming
- 2023 Whitney Parker, Theodoros Karantanos
- 2024 Prejway Ciryam, Elizabeth E. Gerber
- 2025 Sarah Brem Sunshine

### Young Scientist Award
- 1975 Joan A. Steitz
- 1976 Ralph A. Bradshaw
- 1977 Eric A. Jaffe
- 1978 Robert Lefkowitz (2012 Nobelpreis für Chemie)
- 1979 Richard Axel (2004 Nobelpreis für Medizin)
- 1981 William A. Catterall, Joel M. Moss
- 1982 Roger D. Kornberg (2006 Nobelpreis für Chemie)
- 1983 Gerald M. Rubin, Allan C. Spradling
- 1984 Thomas R. Cech (1989 Nobelpreis für Chemie)
- 1985 Mark M. Davis
- 1986 James Rothman (2013 Nobelpreis für Medizin)
- 1987 Jeremy Nathans
- 1988 Peter Walter
- 1989 Louis M. Kunkel
- 1990 Matthew P. Scott
- 1991 Roger Tsien (2008 Nobelpreis für Chemie)
- 1992 Tom Curran